# Philodendron uliginosum
Philodendron uliginosum là một loài thực vật có hoa trong họ Ráy (Araceae). Loài này được Mayo miêu tả khoa học đầu tiên năm 1991.